# Antoni Płanik
Antoni Płanik ps. "Roman", "Lech", "Baca" (ur. 11 marca 1906 w Wierzchosławicach, zm. 20 kwietnia 1978 w Żywcu) – kapitan Wojska Polskiego, komendant obwodu AK w Żywcu.

## Życiorys
W 1922 ukończył Państwowe Gimnazjum w Tarnowie. W latach 30. pracował jako zawiadowca na stacji kolejowej w Zwardoniu. Podczas okupacji został zaangażowany w działalność podziemia, wykorzystując swoje stanowisko m.in. do zabezpieczania przerzutów łączników przez Zwardoń. W 1940 został członkiem komendy obwodu żywieckiego ZWZ (po 1942 - AK). 
W marcu 1942 objął stanowisko komendanta obwodu. W związku z całkowitą dekonspiracją Inspektoratu Bielskiego jesienią 1942 i rozbiciem tamtejszych struktur podziemnych przez gestapo, Płanik, objęty listem gończym, musiał pozostawać w ukryciu. Koordynował wówczas powolną odbudowę struktur podziemnych, ostatecznie formując oddział o krypt. "Garbnik" składający się z trzech drużyn partyzanckich. Równocześnie pełnił podziemne funkcje cywilne, będąc członkiem Sądu Specjalnego Komisji Obwodu Żywieckiego oraz Delegatury Rządu na tenże obwód. 
Na wiosnę 1945 koordynował lokalnie akcję "Burza"; następnie, poszukiwany przez NKWD, pozostał w podziemiu. Ujawnił się dopiero w październiku 1945, za upoważnieniem Komendanta Okręgu Śląskiego AK - Zygmunta Janke "Waltera".
W latach 1946–1950 pracował jako nauczyciel. Od 1950 do 1952 był ekonomistą Zarządu Inwestycji Budowy Zbiorników w Czorsztynie. W 1952 aresztowany pod zarzutem działalności antypaństwowej; z aresztu wyszedł dopiero w 1955 roku. W 1957 oczyszczony ostatecznie z zarzutów, otrzymał odszkodowanie od Skarbu Państwa. W 1962 podjął pracę jako ekonomista w Zarządzie Inwestycji Budowy Zbiorników Wodnych w Żywcu. Od 1963 był członkiem ZBoWiD. W latach 1963–1972 pracował w Spółdzielni Inwalidów "Jedność" w Żywcu. 

## Odznaczenia
- Krzyż Srebrny Orderu Virtuti Militari[3]
- Krzyż Walecznych (trzykrotnie)[3]
- Złoty i Brązowy Krzyż Zasługi z Mieczami[3]
- Krzyż Partyzancki[3]